# Hârșova
Hârșova (în turcă Hırsova, în rusă Гирсово, în bulgară Хърсово (Hârsovo)) este un oraș în județul Constanța, Dobrogea, România, format din localitățile componente Hârșova (reședința) și Vadu Oii.
Localitatea este situată pe malul drept al Dunării, în antichitate numindu-se Carsium. Conform recensământului populației din anul 2011, Hârșova avea o populație de 9.642 de locuitori.

## Istoric
Hârșova este o localitate cu vechime de șapte milenii. În partea de sud-est a localității, pe malul Dunării, se găsește o așezare neo-eneolitică dezvoltată sub forma unei ridicături de cca. 12 m ca urmare a distrugerii și refacerilor succesive a locuințelor din lut. Cercetările de aici au identificat o comunitate umană care s-a ocupat cu vânătoarea, pescuitul, cultivarea pământului și creșterea animalelor. Au fost identificate, prin cercetări, schimburi comerciale cu comunități de pe spații mult mai îndepărtate. Epocile următoare sunt bine ilustrate. Pe vatra localității se găsesc mai multe așezări de epoca bronzului și fierului. În antichitate, comunitățile de aici au cunoscut cea mai mare dezvoltare. Acestea s-au aflat în strânsă legătură cu orașele de pe litoralul vestic al Mării Negre (Histria și Tomis, cu deosebire). Epoca romană a marcat puternic istoria oamenilor de aici. Cel mai probabil, în a doua jumătate a secolului I p. Chr. s-a clădit fortificația cunoscută în izvoarele romane cu numele Carsium (un toponim de origine tracică legat de aspectul stâncos al zonei, de la care derivă și numele de astăzi, slavizat, al localității). Punctul de vedere potrivit căruia numele actual se trage de la cuvintele hîrsîz-ova, ceea ce înseamna vadul hoților, este cu totul eronat și nerealist din punct de vedere topografic. În documentele cadiilor din perioada stapânirii otomane, cetatea este trecută cu numele Harisova, iar pe hărțile germane din secolele XVII-XVIII o găsim cu numele de Chirschowa, Hirsowe, Kersova, iar în secolul al XIX-lea, Hirsowa. În secolul al XVII-lea celebrul călător Evlia Celebi, care a vizitat localitatea, preciza că numele vine din expresia odovan hîrs geliyor care se traduce prin vine ursul (hârs) din șes (câmpie). Vorbele acestea au fost rostite de sultan la cucerirea fortificației. Apărătorii cetății au folosit piei de urs pentru a-i speria pe turci. Atunci sultanul a strigat; Odovan hîrs geliyor! , pecetluind astfel numele acesteia. Cetatea este distrusă în epoca marilor invazii și refăcută tot de atâtea ori. 

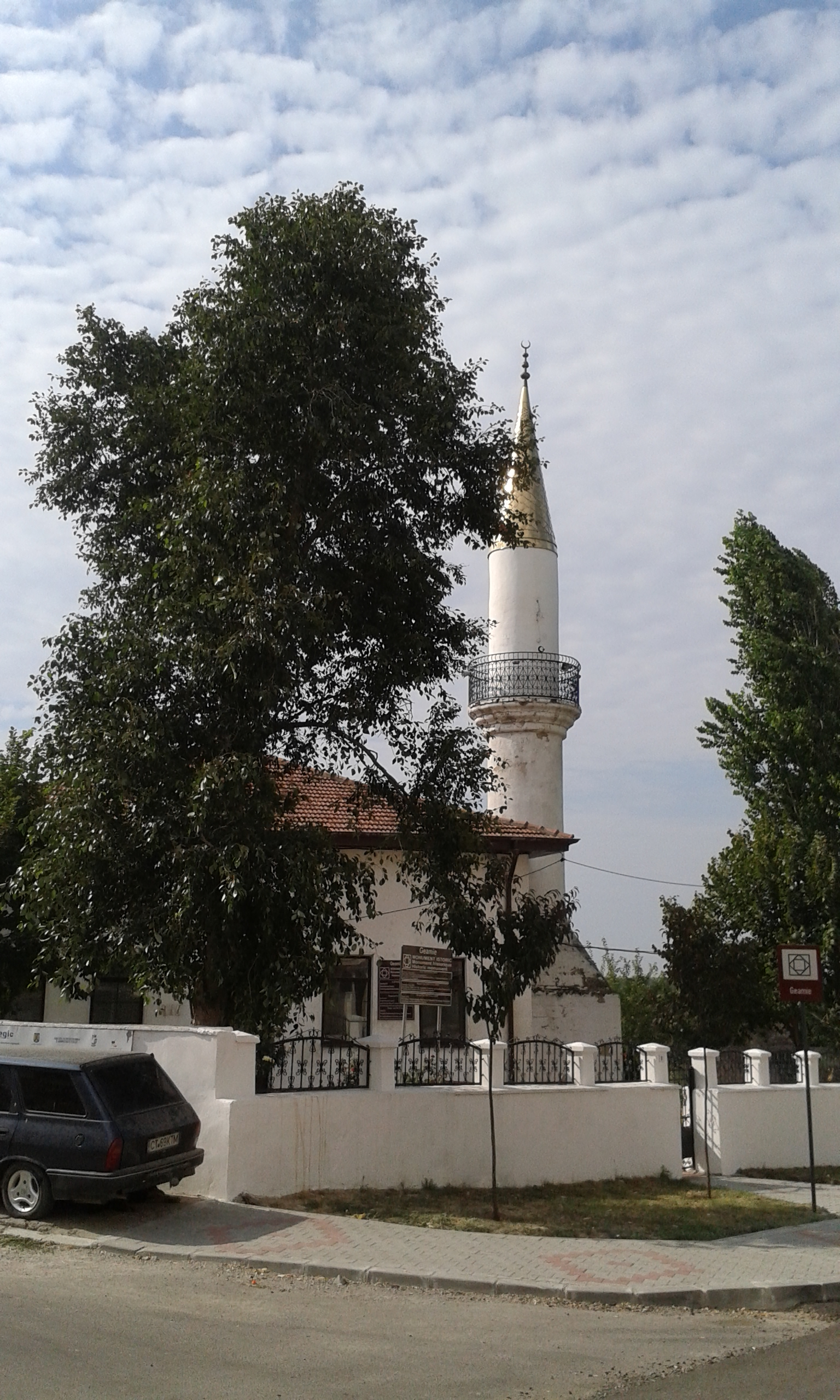
Moscheea Sultanului Mahmut, construită în jurul anului 1812.

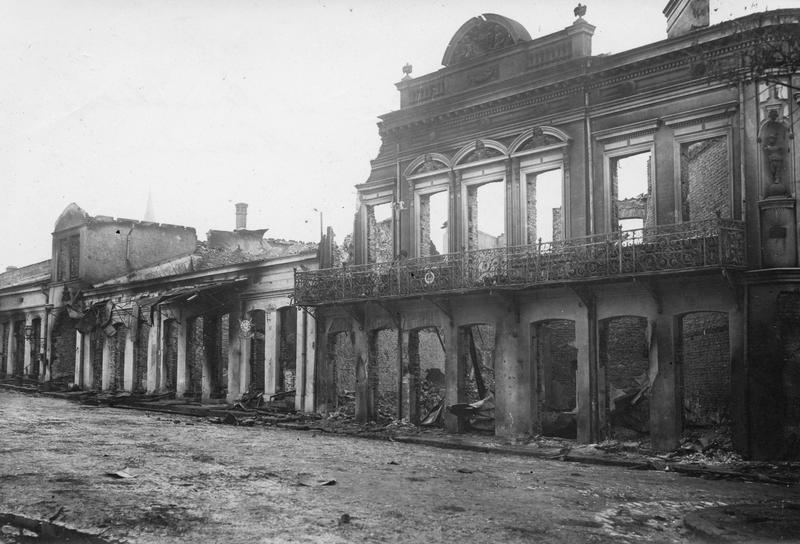
Clădiri din Hârșova arse de trupele bulgare (1916) în Primului Război Mondial

Sunt atestate reconstrucții din timpul împăraților Constantin cel Mare și Justinian din secolele IV-VI p. Chr. Din a doua jumătate a secolului al VII-lea, după așezarea bulgarilor la sud de Dunăre se întrerup contactele cu lumea răsăriteană. Abia în secolul al X-lea bizantinii revin la Dunăre și reconstruiesc vechile fortificații, între care și pe cea de la Carsium. Este posibil ca în secolul al XIII-lea așezarea să fi fost sub administrație genoveză. În secolul al XIV-lea, în timpul lui Mircea cel Bătrân, localitatea intră în componența Țării Românești. Între secolul al XV-lea și prima parte a secolului al XIX-lea este fortificație otomană. Orașul cunoaște o mare înflorire. La 1651 Evlia Celebi face o descriere a acestuia: avea 1600 case, geamii, băi, bazar și era apărat de un zid de 3000 de pași. Cu puțin timp înainte de distrugerea sa, cetatea este imortalizată într-un desen după care se fac celebrele litografii, de către A. von Saar, la 1826. În secolul al XIX-lea aici sosesc mocanii ardeleni care construiesc orașul modern. Centrul acestuia se afla pe malul Dunării. În jurul portului se construiesc pravalii, depozite, bănci, iar pe dealul dinspre vest, o scoală monumentală și o biserică pe măsură. Școala a adăpostit și un muzeu, primul muzeu regional al Dobrogei. În timpul primului război mondial orașul a fost ars în întregime. Distrugeri mari s-au făcut și în al doilea război mondial. Epoca regimului comunist a marcat începutul decăderii orașului. Dintr-un centru al comerțului cu cereale, centru administrativ și judecătoresc, a fost reclădit cu o nouă identitate. Au fost închise Judecătoria, Procuratura, Muzeul. Economia a căpătat un caracter meșteșugăresc. Lipsit de resurse, orașul a decăzut. Mulți locuitori au migrat spre orașele învecinate (Tulcea, Constanța, Slobozia). În ultimii ani ai regimului comunist, toate clădirile vechi, istorice din partea centrală a orașului, lăsate special în ruină, au fost demolate și s-au construit blocuri. În vecinătate s-a ridicat și o platformă industrială unde s-a construit o întreprindere de sîrmă și cabluri care funcționează și, parțial, un șantier naval, ruginit astăzi. La 20 de ani după prăbușirea regimului comunist, localitatea nu-și regăsește vechiul destin. Cei care au administrat localitatea visează încă să o facă un puternic centru industrial, ceea ce este imposibil, în lipsa unor resurse naturale și infrastructuri adecvate. Așa se face că de pe stema orașului adoptată în 1933, crucea și semiluna au fost înlocuite cu semiroata dințată, simbol al unei industrii aproape inexistente, și ancora, simbol portuar, dar și al speranței, în cazul de față, cu totul întâmplător. Pornind de la experiența altor așezări similare din Europa și din spațiul apropiat, trebuiesc puse în valoare resursele existente: lutul, foarte bun pentru materiale de construcții, calcarul, monumentele istorice care pot fi o bază solidă pentru turismul cultural și apele termo-sulfuroase din amonte, excelente pentru afecțiuni reumatismale.

## Monumentul Eroilor
Monumentul Eroilor din localitatea Hârșova, modelat de sculptorul Ion Schmidt Faur, reprezintă un ostaș român, în mărime naturală, cu arma în poziția de așteptare.
Monumentul a fost amplasat în fața Primăriei. Pe soclul în formă de trunchi de piramidă, realizat din piatră dobrogeană, în față se află încastrată o placă de bronz cu textul: „EROILOR HÂRȘOVENI MORȚI PENTRU PATRIE ÎN RĂZBOIUL PENTRU ÎNTREGIREA NEAMULUI 1916-1919 COMUNA HÂRȘOVA ȘI CETĂȚENII EI -RECUNOȘTINȚĂ”. Monumentul a fost dezvelit în anul 1924.  În prezent Monumentul se află în centrul vechi al orașului Hârșova, la intersecția dintre Strada Vadului și Strada Concordiei.

## Demografie
Componența etnică a orașului Hârșova
     Români (70,61%)
     Turci (5,84%)
     Romi (5,71%)
     Alte etnii (1,42%)
     Necunoscută (16,42%)
Componența confesională a orașului Hârșova
     Ortodocși (69,78%)
     Musulmani (11,54%)
     Alte religii (0,77%)
     Necunoscută (17,91%)
Conform recensământului efectuat în 2021, populația orașului Hârșova se ridică la 8.737 de locuitori, în scădere față de recensământul anterior din 2011, când fuseseră înregistrați 9.642 de locuitori. Majoritatea locuitorilor sunt români (70,61%), cu minorități de turci (5,84%), romi (5,71%) și altele (1,17%), iar pentru 16,42% nu se cunoaște apartenența etnică. Din punct de vedere confesional, majoritatea locuitorilor sunt ortodocși (69,78%), cu o minoritate de musulmani (11,54%), iar pentru 17,91% nu se cunoaște apartenența confesională.
0200040006000800010.00012.00019121948196619922011populațiePopulația istorică din Hârșova
Date: Recensăminte sau birourile de statistică - grafică realizată de Wikipedia

## Politică și administrație
Orașul Hârșova este administrat de un primar și un consiliu local compus din 17 consilieri. Primarul, Viorel Ionescu[*], de la Partidul Național Liberal, este în funcție din 2016. Începând cu alegerile locale din 2024, consiliul local are următoarea componență pe partide politice:
|  | Partid                          | Consilieri | Componența Consiliului | Componența Consiliului | Componența Consiliului | Componența Consiliului | Componența Consiliului | Componența Consiliului |
|  | ------------------------------- | ---------- | ---------------------- | ---------------------- | ---------------------- | ---------------------- | ---------------------- | ---------------------- |
|  | Partidul Național Liberal       | 6          |                        |                        |                        |                        |                        |                        |
|  | Partidul Social Democrat        | 6          |                        |                        |                        |                        |                        |                        |
|  | Alianța pentru Unirea Românilor | 5          |                        |                        |                        |                        |                        |                        |

## Personalități născute aici
- Traian Tomescu (1920 - 2006), antrenor de fotbal;
- Vasile Neagu (n. 1940), pugilist;
- Hamdi Cerchez (1941 - 1994), actor;
- George Ceaușu (1954), scriitor;
- Ionel Averian (n. 1976), sportiv la canoe viteză⁠(d);
- Vasilică Cristocea (n. 1980), fotbalist;
- Ionuț Răducanu (cunoscut ca Killa Fonic, n. 1989), cântăreț.